# رینوس فان دن برگ
رینوس فان دن برگ (انگلیسی: Rinus van den Berge; ۱۲ مارس ۱۹۰۰ – ۲۳ اکتبر ۱۹۷۲) ورزشکار دو و میدانی اهل پادشاهی هلند بود.